# ベドッロ
ベドッロ（イタリア語: Bedollo）は、イタリア共和国トレンティーノ＝アルト・アディジェ州トレント自治県にある、人口約1,500人の基礎自治体（コムーネ）。

## 地理

### 位置・広がり
トレント自治県南東部に位置するコムーネ。ペルジーネ・ヴァルスガーナから北北東へ12km、県都トレントから北東へ17kmの距離にある。

#### 隣接コムーネ
隣接するコムーネは以下の通り。
- バゼルガ・ディ・ピネ
- ローナ＝ラーゼス
- パルー・デル・フェルシーナ
- サントルソラ・テルメ
- セゴンツァーノ
- ソヴェール

## 行政

### 分離集落
ベドッロには、以下の分離集落（フラツィオーネ）がある。
- Bedollo (paese sparso; sede comunale in località Centrale), Brusago, Piazze, Regnana

### Comunita di valle
トレント自治県が設置した広域行政組織 Comunita di valle "Comunita Alta Valsugana e Bersntol" （事務所所在地: ペルジーネ・ヴァルスガーナ）に属する。